# Артеміда-3
Артеміда-3 (англ. Artemis 3) або Exploration Mission-3 — третя місія космічної програми NASA «Артеміда». Передбачала політ в грудні 2025 року космічного корабля «Оріон», що запускатиме ракета SLS, однак згідно заяви керівництва NASA від 9 січня 2024 року, політ в ході місії «Артеміда-3» може відбутися не раніше вересня 2026 року. Це буде другий пілотований політ за цією програмою та перша висадка людей на Місяці з часів Аполлон-17 у 1972 році. Станом на грудень 2024 року NASA офіційно очікує, що запуск Artemis III відбудеться не раніше середини 2027 року. 

## Місія

### Мета
Головна мета місії — повернення американських астронавтів на місячну поверхню після останньої місії понад 50 років тому, будівництво близькомісячної станції та підготовка умов для можливої колонізації Місяця в майбутньому.

### План заходів місії
Протягом місії «Артеміда-3» космічний корабель «Оріон» повинен буде зістикуватися з першим  Енергетично-рушійним модулем (ЕРМ) майбутньої місячної орбітальної станції Lunar Gateway, що обертатиметься по навколомісячній орбіті. До ЕРМ також буде пристикований посадковий модуль, що виготовлятиметься певною приватною компанією. Планується, що два астронавта опустяться на ньому на Південний полюс Місяця і проведуть там тиждень. Можливо, вперше це буде жінка.
Місцем посадки модулю з астронавтами визначена місцевість в межах 6 градусів широти південного полюса Місяця, яка є унікальною, недоторканою, попри десятиліття досліджень супутника Землі.

### Посадковий модуль
У травні 2019 року, NASA обрала одинадцять приватних компаній, кожна з яких робитиме внесок у розробку посадкового модуля. Планується, що він складатиметься із трьох основних елементів:
- перший потрібен для доставки модуля із екіпажем на низьку навколомісячну орбіту;
- другий — для спуску на поверхню Місяця;
- третій — для повернення екіпажу до Lunar Gateway[5].

Лендери, що використовуватимуться у наступних місіях, можливо, стануть багаторазовими завдяки можливості дозаправки.

## Хід підготовки місії
NASA розраховує здійснити висадку двох астронавтів на Місяць наприкінці 2025 або 2026 року в межах місії «Артеміда-3», — про це 23 квітня 2023 року повідомив голова американського космічного відомства Білл Нельсон. «Ми очікуємо, що «Artemis-3» буде запущена через рік (після «Artemis-2»), це може статися наприкінці 2025 року, може — у 2026 році», — сказав Нельсон. «Тоді ми відправимо екіпаж на навколомісячну орбіту, вони зістикуються з посадковим апаратом SpaceX, і двоє членів екіпажу з чотирьох зійдуть на поверхню і проведуть на ній шестиденну місію», — пояснив керівник агентства. Раніше NASA повідомляло про плани здійснити місію «Artemis-3» у 2025 році.
Проте, вже на початок червня 2023 року, в NASA посилилося занепокоєння, що місячна версія корабля SpaceX Starship не буде готова до експедиції місії космічної програми «Артеміда-3», під час якої наприкінці 2025 року на супутник Землі повинні були вирушити люди. В ході свого виступу 7 червня 2023 року на спільному засіданні Ради з аеронавтики та космічної техніки та Ради з космічних досліджень Національної академії наук США, заступник адміністратора NASA з розробки дослідницьких систем Джим Фрі сказав, що запланована дата експедиції на Місяць може зміститися з грудня 2025 року далі. Сумніви NASA є зрозумілими, адже під час недавнього випробувального польоту система Starship показала себе не найкращим чином. Попереду розробка місячної версії Starship. За словами Фрі, SpaceX та NASA відклали критичний аналіз конструкції корабля доти, доки компанія не проведе демонстрацію кріогенної дозаправки на навколоземній орбіті.
В 2023 році, компанія Lockheed Martin успішно завершила випробування на розрив надувного космічного модуля. Прототип пневматичного космічного житла витримав підвищення тиску до 17,22 атмосфер (1,74 МПа), що приблизно вшестеро вище за розрахунковий робочий тиск, після чого вибухнув. Це вже друге подібне випробування на розрив надувних космічних модулів, успішно проведене Lockheed Martin. Концепція надувного середовища проживання компанії розробляється в рамках програми NASA NextSTEP, метою якої є вдосконалення технологій, що забезпечують тривалі космічні польоти людини за межі низької навколоземної орбіти. Зокрема, NASA планує відправити пілотовану місію «Артеміда-2» (Artemis 2) на місячну орбіту наприкінці 2024 року та місію «Артеміда-3» (Artemis 3) з висадкою на поверхню Місяця у 2025 році.
22 серпня 2023 року, в NASA повідомили, що для розробки наукової програми експедиції «Артеміда-3» підібрано спеціальну групу геологів, вже частково знайому з місячними зразками за попередніми місіями. Повернення людей на Місяць очікується у новому місці — на південному полюсі природного супутника. Для отримання найбільшої віддачі від відвідування Місяця фахівці вироблять рекомендації астронавтам щодо геологічних досліджень на місці.
На початку жовтня 2023 року було повідомлено, що італійський модний дім Prada вперше об'єднається з комерційною космічною компанією Axiom Space для розробки скафандрів для місії NASA «Артеміда-3». Місія на Місяць Artemis III запланована на 2025 рік. Вона стане першою висадкою екіпажу на Місяць після місії «Аполлона-17» у грудні 1972 року, а також першою, коли на Місяць зійде жінка. Інженери Prada працюватимуть разом з командою Axiom Space протягом усього процесу проєктування, розробляючи рішення щодо матеріалів і конструктивних особливостей для захисту від унікальних викликів космосу та місячного середовища.
В травні 2024 року NASA і SpaceX успішно випробували систему стикування для місії «Артеміда-3», яка дозволить астронавтам переходити між космічним кораблем Orion і Starship HLS для посадки на Місяць. Випробування системи стикування для Starship HLS проводилися в космічному центрі Джонсона NASA протягом 10 днів з використанням системи, яка моделює динаміку контакту між двома космічними кораблями на орбіті. Тестування включало понад 200 сценаріїв стикування з різними кутами заходу та швидкістю. Ці реальні результати з використанням повномасштабного апаратного забезпечення підтвердять комп’ютерні моделі системи стикування посадкового модуля на Місяць.

## Галерея
- Анімація польоту

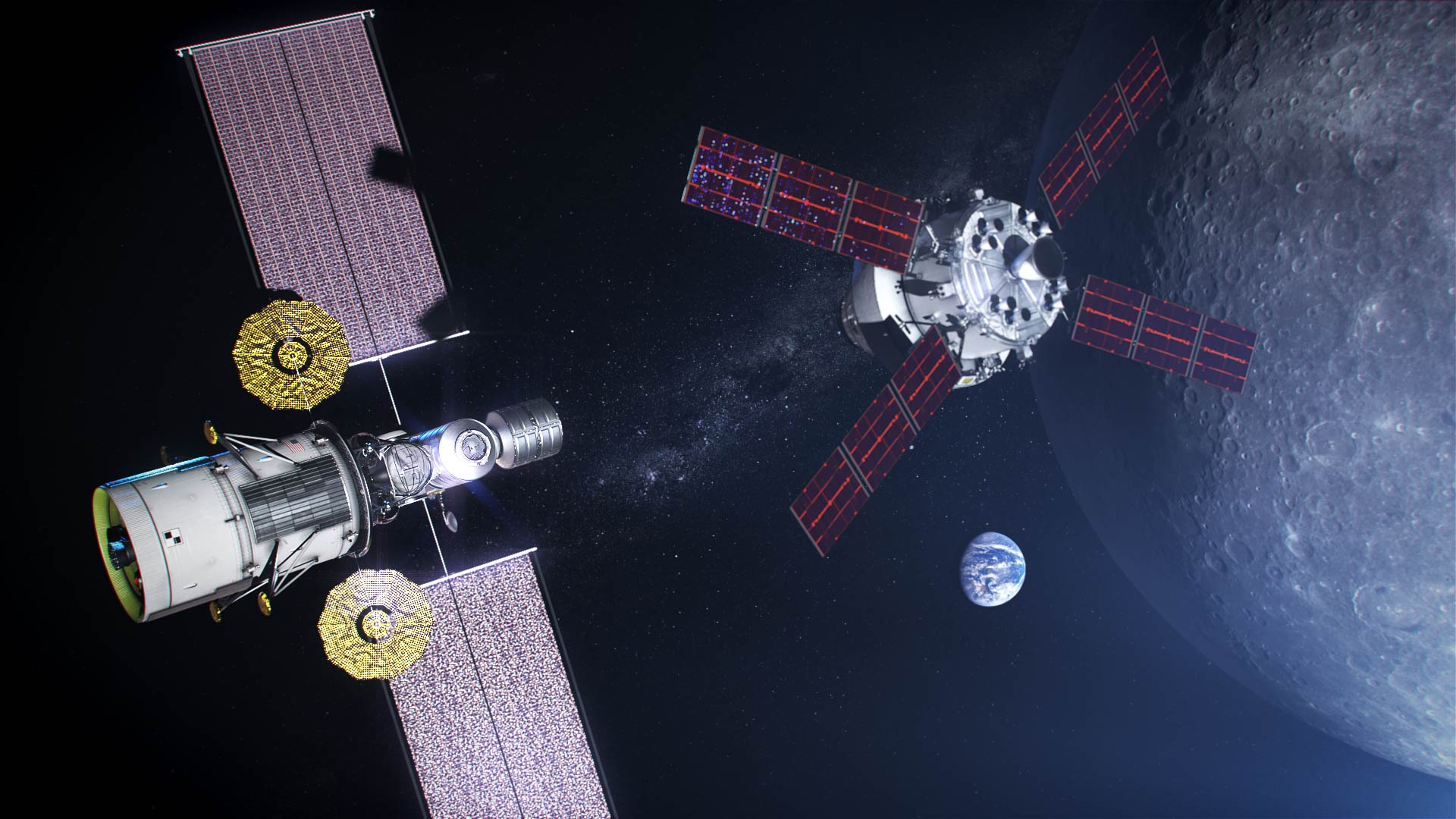
Оріон (справа) наближається до ЕРМ із приєднаним до нього пілотованим посадковим модулем (художнє зображення)